# Săcueni
Săcueni (pronunciació en romanès: [səkuˈjenʲ]; eb hongarès: Székelyhíd; eb alemany: Zickelhid; ídix: סעקלהיד, Seklhid; en turc: Sengevi), sovint escrita Săcuieni, és una ciutat del comtat de Bihor (Romania). Administra cinc pobles: Cadea (Kágya), Ciocaia (Csokaly), Cubulcut (Érköbölkút), Olosig (Érolaszi) i Sânnicolau de Munte (Hegyközszentmiklós).

## Geografia
Es troba al voltant de 42 km al nord-est d'Oradea, a la proximitat de la frontera hongaresa al comtat de Bihor, Crișana (Romania).

## Història
El primer registre escrit del nom de la ciutat es remunta a 1217. Aleshores el seu nom va sorgir el 1278 com a Zekulhyd i el 1325 com a Zekulhyda, el significat del qual és pont de Székely en hongarès i, segons una llegenda, Székelys es van establir aquí per custodiar el pont d'Ér ja al segle x.
El 1417, el rei hongarès Sigismund va donar a Székelyhíd el dret d'organitzar una fira. Poc després, també va aconseguir que la fira es programés setmanalment. El 1514 fou ocupat per l'exèrcit de György Dózsa i després el 1661 fou ocupat també per l'exèrcit otomà. Com a condició del tractat de pau de Vasvár, el castell de la ciutat va ser destruït el 1665. Des del 1691 va formar part de la monarquia dels Habsburg fins al compromís austrohongarès del 1867. Posteriorment va passar a formar part del Regne d'Hongria dins d'Àustria-Hongria.
Després del trencament d'Àustria-Hongria el 1918/1920, la ciutat va passar a formar part de Romania. Com a resultat del Segon Premi de Viena, va tornar a Hongria entre 1940 i 1945. Des de llavors forma part de Romania.

## Població
Segons el darrer cens del 2011 hi havia 11.113 persones vivint a la ciutat.
D'aquesta població, el 77,49% són d'ètnia hongaresa, mentre que el 15,7% són d'ètnia gitana, el 6,62% de romanesos i el 0,17% d'altres.

## Monuments històrics

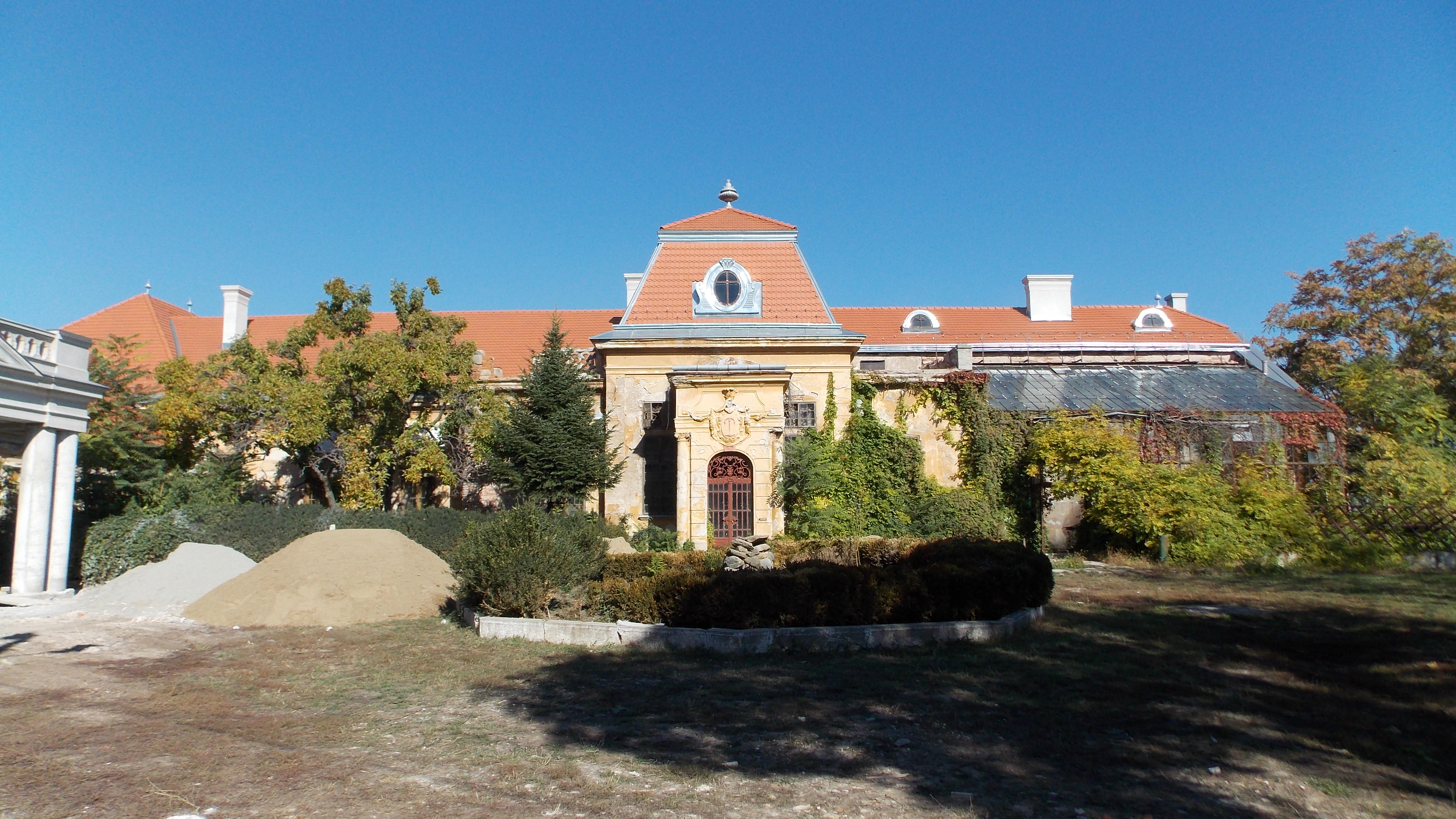
Vista frontal del castell de Stubenberg
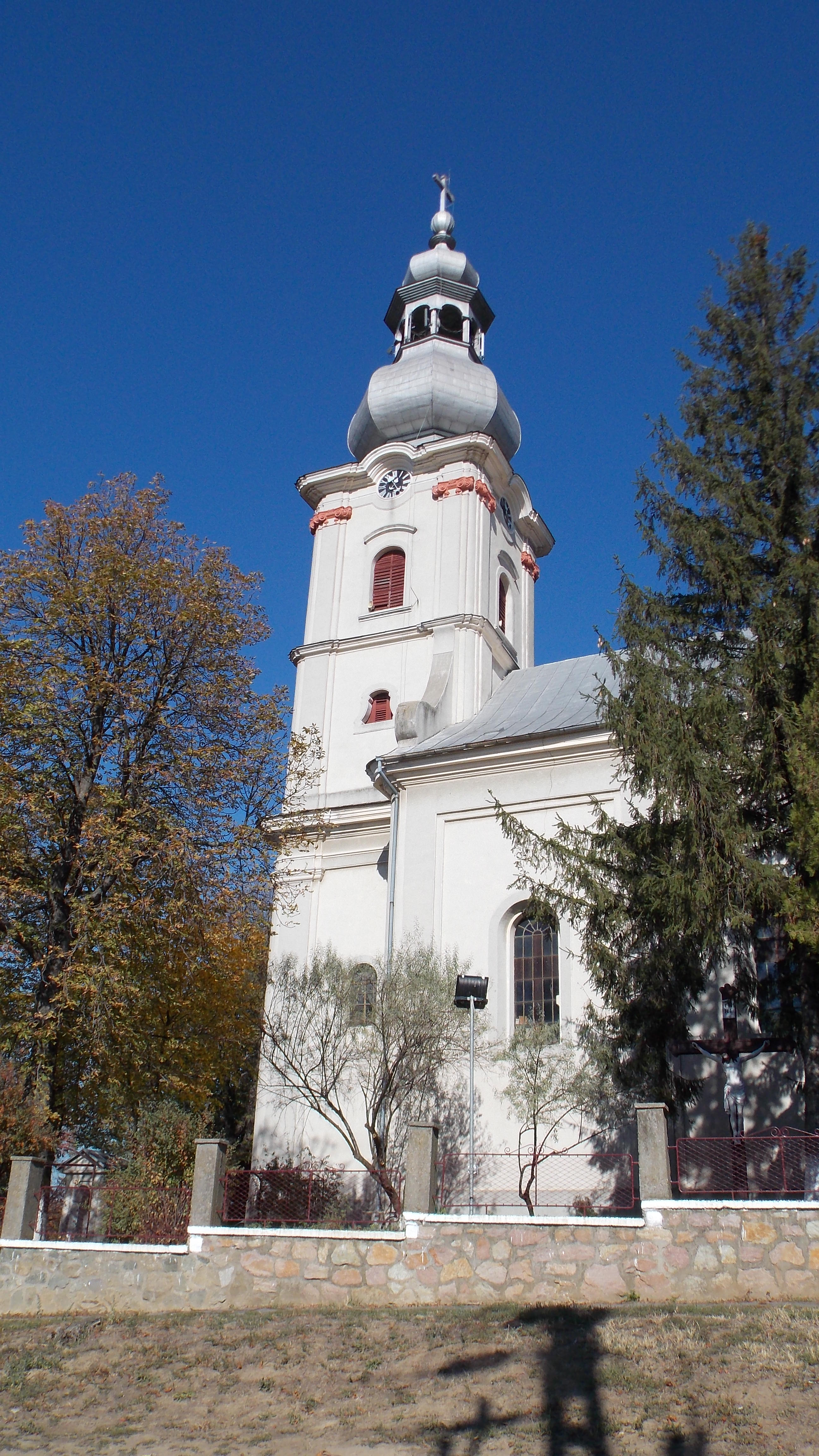
Església catòlica romana
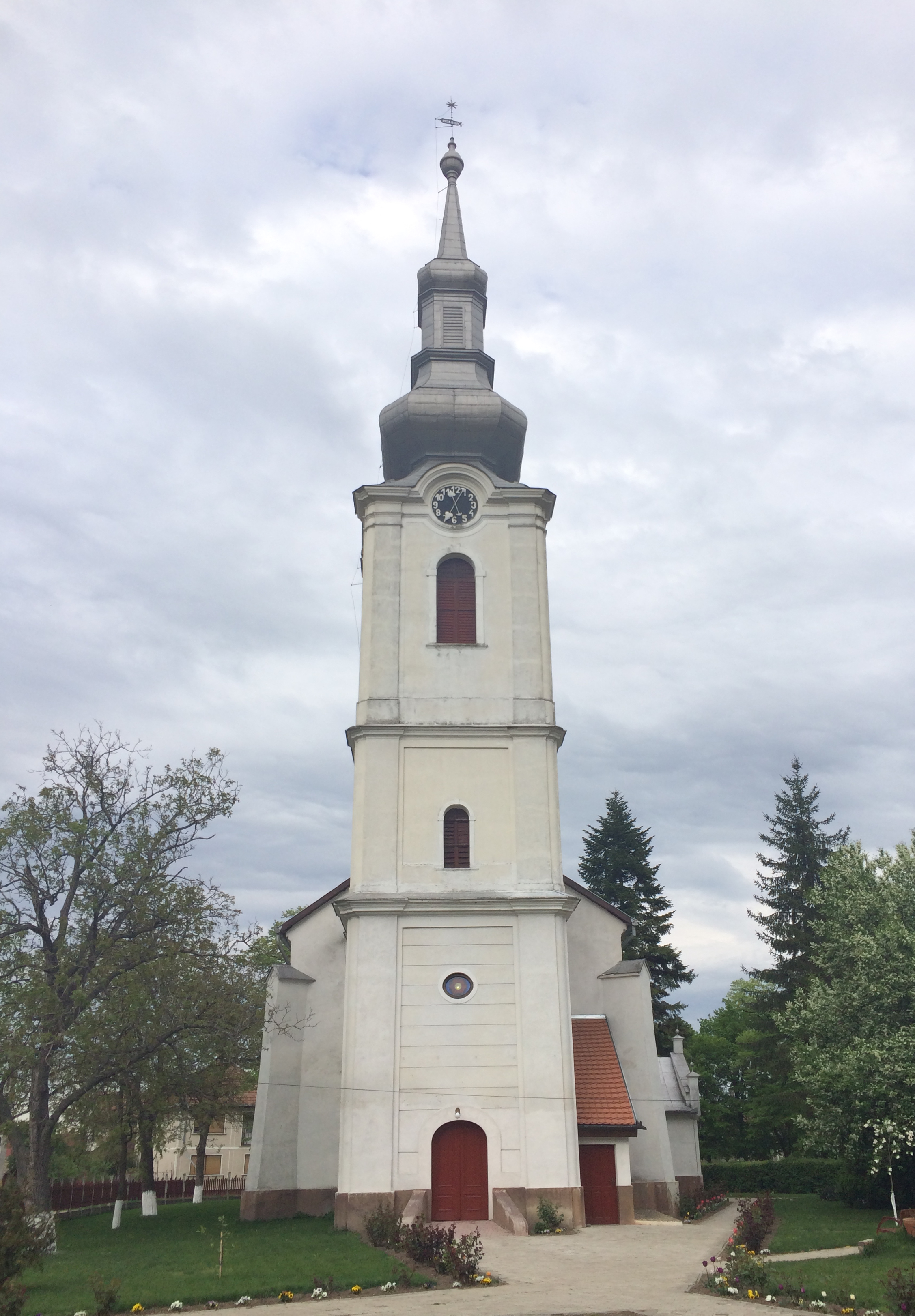
Església reformada (frontal)
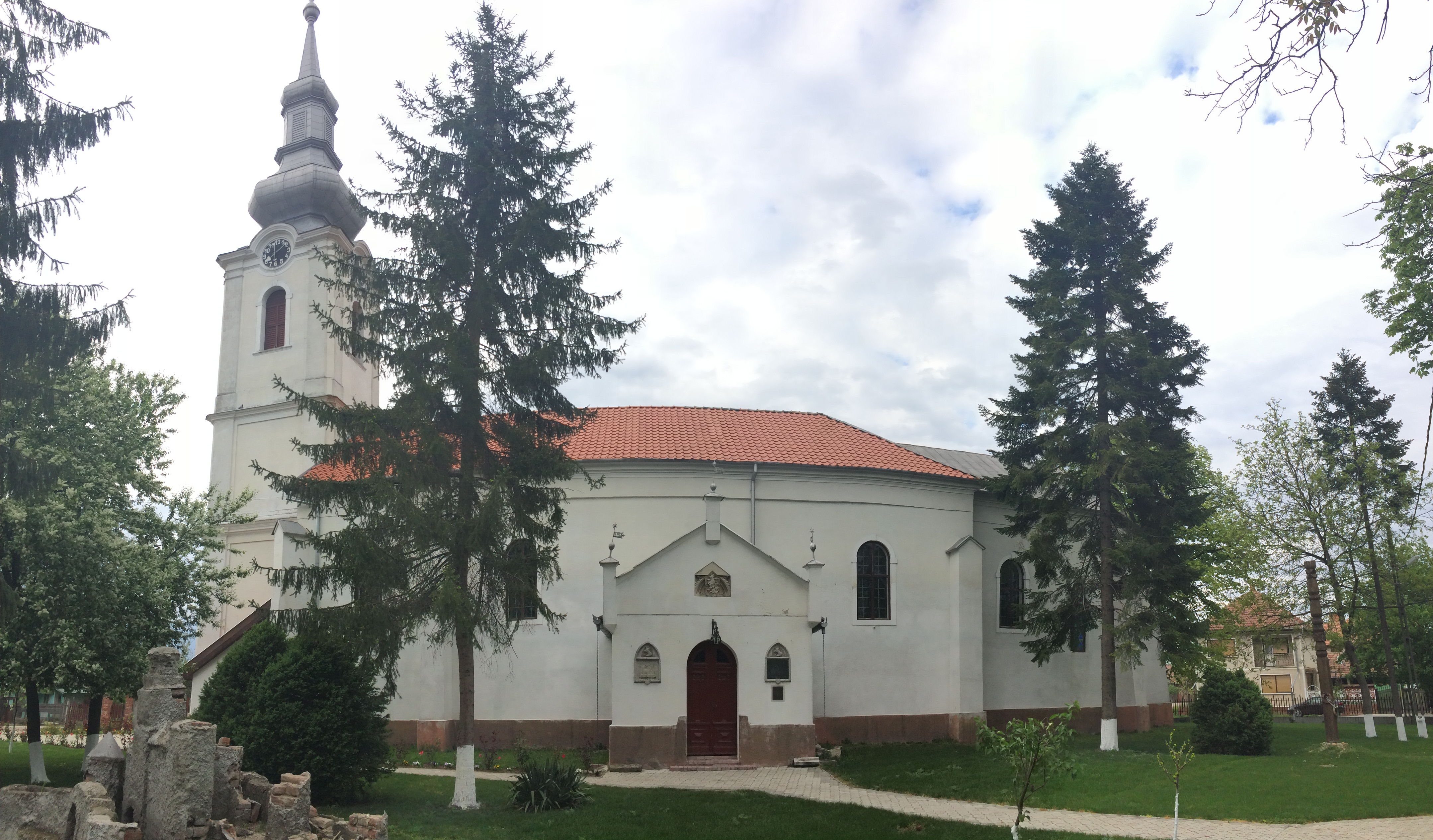
Església reformada (lateral)